# Frieda Belinfantebrug

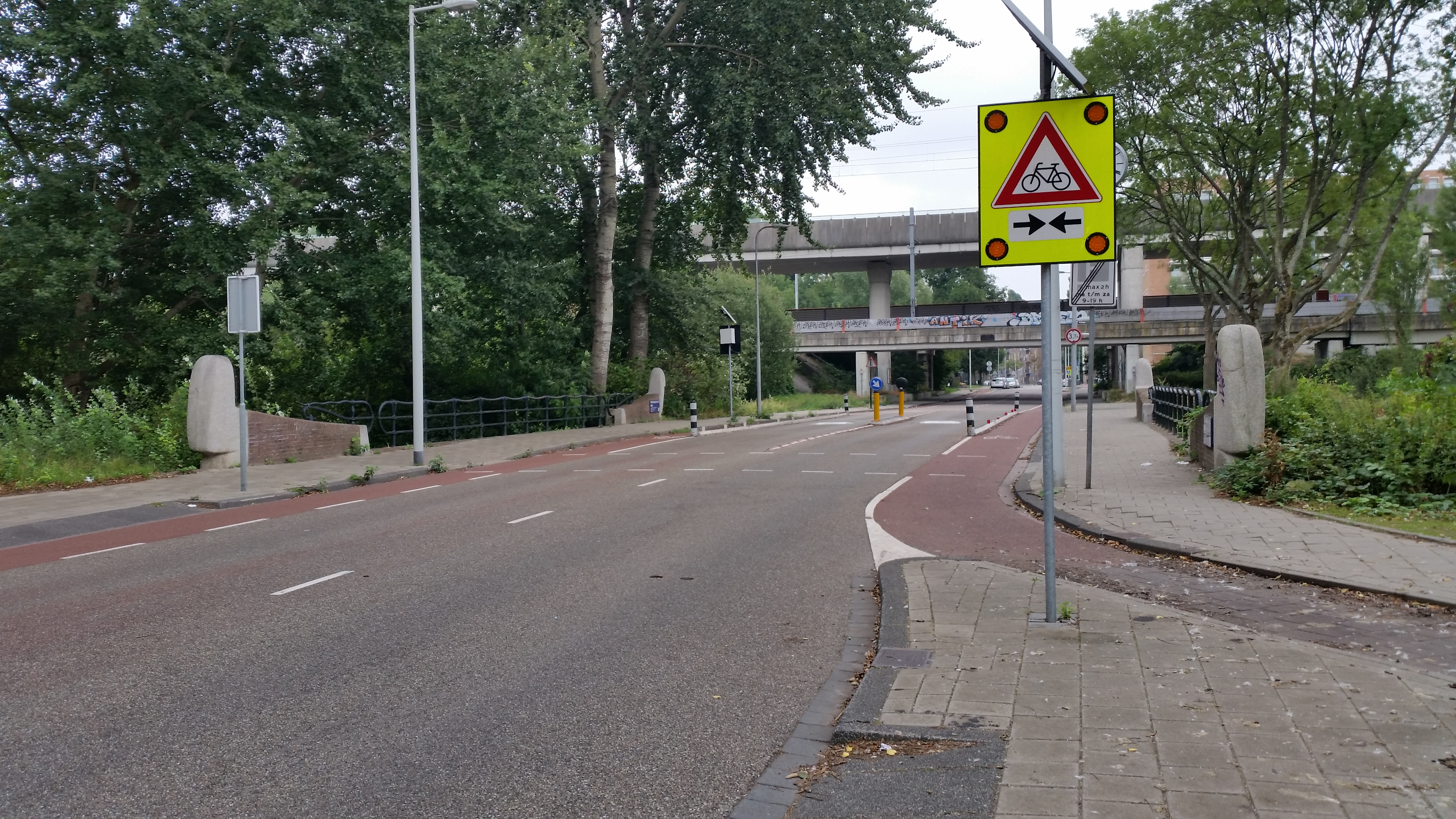
Overzicht over de brug (augustus 2018)

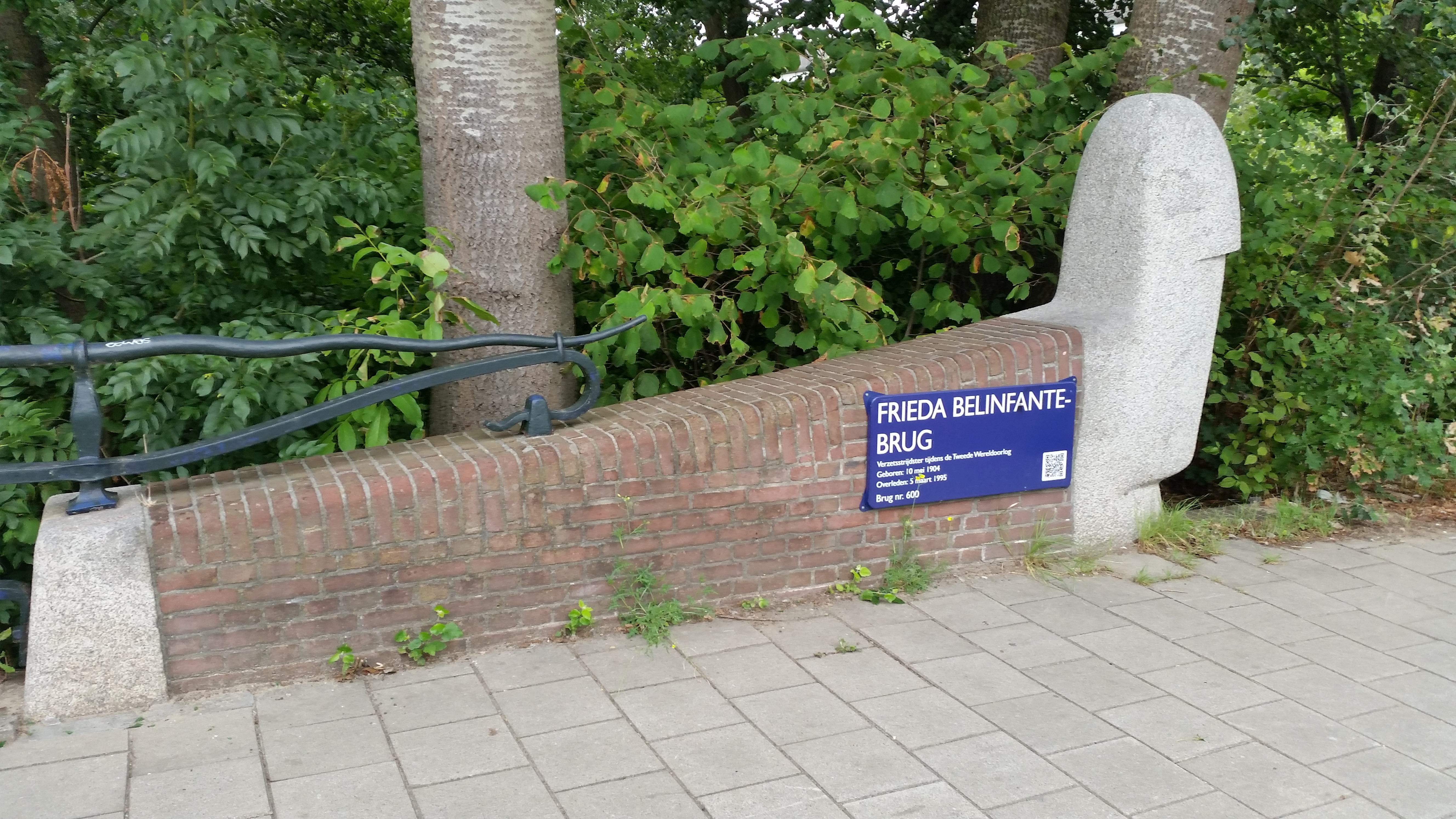
Borstwering met siersmeedwerk, naamplaat en sluitsteen van Barbiers (augustus 2018)

De Frieda Belinfantebrug (brug 600) is een plaatbrug in Amsterdam Nieuw-West.

## Ligging
De brug overspant een naamloze waterweg die loopt van het Gerbrandypark naar de zuidzijde van de Haarlemmerweg. Ze is gelegen in de Burgemeester Vening Meineszlaan in de wijk Slotermeer. Die laan ligt in het verlengde van de meer oostwaarts gelegen Wiltzanghlaan in de aangrenzende wijk Bos en Lommer.
Naast de brug bevinden zich volkstuintjes en een vijver. Die vijver was eens een speelplaatje, dat echter te maken kreeg met hangjongeren en vervolgens werd afgegraven tot vijver. Kunstenaar Leonard van Munster die in de buurt woont mocht er zijn kunstwerk Under Heaven 03, een folly plaatsen. Aan de noordzijde van de brug staat van dezelfde kunstenaar het werk All that glitters....

## Uiterlijk
De brug is ontworpen door de Dienst der Publieke Werken met esthetisch architect Piet Kramer. Zijn hand is te herkennen aan de uitvoering in deels de Amsterdamse School. Die stijl is met name terug te vinden in de natuurstenen blokjes die het jaartal 1951 weergeven. In dit geval is het jaartal nog gesplitst ook; links van de overspanning 19 en rechts 51. Andere herkenningspunten die op Kramer wijzen, zijn de afwisseling tussen baksteen en natuursteen en de brugleuningen van sierlijk smeedijzerwerk. Het is een van de zes bruggen die Kramer voor de westelijke stadsuitbreiding ontwierp.

## Vier sluitstenen
Wat ook op Kramer had kunnen wijzen zijn de artistieke sluitstenen op de borstweringen. Kramer had daarover contact met beeldhouwers als Hildo Krop, Jan Meefout etc. Echter voor deze brug gold kennelijk een bestedingsmaximum (later zou er zelfs een blokkade volgen om dit soort projecten te bouwen). De sluitstenen werden wel geplaatst maar onbewerkt. Pas veel later (rond 1987) zou kunstenaar Joost Barbiers het Beijers graniet bewerken.

## Naam
De brug ging vanaf de bouw naamloos door het leven. Op 4 mei 2016 werd echter de naam onthuld: de brug werd vernoemd naar de verzetsstrijdster Frieda Belinfante. Na die datum zouden veel bruggen in Amsterdam een naam krijgen.
<<< · 600 · 601 · 602 · 603 · 604 · 605 · 606 · 607 · 608 · 609 · 610 · 611 · 612 · 613 · 614 · 615 · 616 · 617 · 618 · 619 · 620 · 621 · 622 · 623 · 624 · 626 · 627 · 628 · 629 · 630 · 631 · 632 · 633 · 634 · 635 · 636 · 637 · 638 · 639 · 643 · 651 · 652 · 653 · 655 · 656 · 657 · 658 · 659 · 660 · 661 · 662 · 663 · 664 · 665 · 666 · 667 · 668 · 669 · 670 · 671 · 673 · 674 · 675 · 676 · 677 · 678 · 679 · 681 · 682 · 683 · 684 · 685 · 687 · 688 · 689 · 690 · 691 · 692 · 695 · 696 · 699 · >>>
Verdwenen brugnummers: 625 (afgebroken brug Sam van Houtenstraat), 640, 644, 645, 646, 647, 648, 650, 672 (duiker Cornelis Lelylaan, Rembrandtpark), 694, 698.
Nooit gebouwd: 649, 680 (nooit gebouwde brug Sloterplas).
Brugnummers 641, 642, 654, 686, 693, 694 en 697 zijn onbekend.